# El que hem menjat
El que hem menjat és un llibre de cuina catalana de Josep Pla amb especial èmfasi en la cuina tradicional empordanesa i els costums culinaris dels empordanesos. Està escrit en forma d'articles temàtics publicats el 1972 com a vint-i-dosè volum de la seva Obra Completa. El 1973 obtingué el Premi de la Crítica Serra d'Or (prosa de no ficció). L'obra ha estat traduïda al neerlandès: Wat we aten, tr. H. Overkleeft. Leiden: MKW Uitgevers, 2013.